# Тит Флавий Постумий Вар
Тит Флавий Постумий Вар (лат. Titus Flavius Postumius Varus) — римский политический деятель конца III века.
Вар был правнуком Марка Постумия Феста. Его родственниками были консулы Тит Флавий Постумий Титиан и Тит Флавий Постумий Квиет. После 262 года Вар был легатом II Августова легиона. Также он назначался консулом-суффектом, но год пребывания его в этой должности неизвестен. В 271 году Вар стал префектом Рима. Известно, что он был авгуром.